# Aongstroemia orientalis
Aongstroemia orientalis är en bladmossart som beskrevs av Mitten 1891. Aongstroemia orientalis ingår i släktet Aongstroemia och familjen Dicranaceae. Inga underarter finns listade i Catalogue of Life.